# Théagène de Rhégion
Pour les articles homonymes, voir Théagène.
Théagène de Rhégion, en grec ancien Θεαγένης ὁ Ῥηγῖνος, était un érudit grec du VIe siècle av. J.-C. originaire de la ville de Rhêgion (actuelle Reggio de Calabre).

## Œuvres
Théagène est connu pour avoir été l'un des premiers à recourir à l'allégorie pour commenter les poèmes d'Homère et les défendre contre les attaques qu'ils essuyaient de la part de critiques rationalistes, qui leur reprochaient leurs épisodes mythologiques invraisemblables ou immoraux. Selon Pierre Hadot, Théagène semble avoir proposé une exégèse allégorique, physique — le combat des dieux devient un combat entre les éléments — et morale des poèmes d'Homère, peut-être en réaction contre les vives critiques formulées à l'égard de la mythologie homérique par le philosophe Xénophane de Colophon. Aucun de ses ouvrages n'étant parvenu jusqu'à nous, ses théories ne sont connues que de manière indirecte, par une scholie à l’Iliade que les éditeurs font remonter aux Questions homériques du philosophe néoplatonicien Porphyre de Tyr.

Scolie au chant XX de l' Iliade :

« La doctrine d'Homère sur les dieux s'attache généralement à l'inutile, voire à l'inconvenant ; car les mythes qu'il narre sur les dieux ne sont pas convenables. Pour dissoudre une telle accusation, il en est qui invoquent la manière de parler ; ils estiment que tout a été dit en allégorie et concerne la nature des éléments [terre, eau, air, feu], par exemple dans le cas des désaccords entre les dieux. C'est ainsi que, d'après eux, le sec combat l'humide, le chaud le froid, et le léger le lourd : l'eau éteint le feu, mais le feu dessèche l'air ; il en va de même de tous les éléments dont l'univers est composé : il y a entre eux une opposition fondamentale ; ils comportent une fois pour toutes la corruption au niveau des êtres particuliers, mais dans leurs ensembles ils subsistent éternellement. Ce sont de tels combats qu'Homère aurait institué, donnant au feu le nom d'Apollon, d'Hélios, d'Héphaïstos, à l'eau celui de Poséidon et de Scamandre, à la Lune celui d'Artémis, à l'air celui d'Héra. »